# Введенська церква (Поділ)
Введенська церква — православний храм у Києві на Подолі (Плоській частині), збудований впродовж 1883—1885 років та зруйнований 1936 року. З 2006 року храм відбудовується.

## Історія
У місцевості, де стояла Введенська церква, за часів Київської Русі розміщувалося так зване Велесове капище — місце вшанування язичницького бога Велеса, покровителя домашньої худоби. Невдовзі після охрещення князем Володимиром киян, ще наприкінці X ст. на місці капища збудували перший дерев'яний храм, присвячений святому Власію. У середні віки, під час нападу на Київ князя Януша Радзивілла у серпні 1651 року церква згоріла. Втім, немає доказів, що ця споруда була тією ж давньоруською церквою.
У 1718 році коштом мешканця містечка Баришівка, Павла Дем'яновича Лесницького, майбутнього старости рибальського цеху в Києві, на місці дерев'яної церкви святого Власія була зведена нова церква, освячена на честь Введення Пресвятої Богородиці; у зведенні нової церкви брав участь і її тогочасний настоятель — священник Онуфрій Хенценський. Введенська церква була дерев'яною, трибанною, тринавною; близько 1792 або 1798 року церкву відремонтували та добудували окремо встановлену дзвіницю. Станом на 1806 рік парафія церкви становила 1 177 осіб (571 чоловік та 606 жінок). Храмове свято відзначали 21 листопада (за старим стилем). У вівтарі церкви зберігалася частинка мощей святого Власія.
Завдяки своєму розташуванню за річкою Глибочицею Введенська церква не постраждала від Подільської пожежі 1811 року.
Станом на середину XIX століття парафія Введенської церкви нараховувала близько 830 осіб. Цей район був одним із найбідніших у Києві, тут селилися незаможні люди, переважно рибалки. Також згідно дозволу генерал-губернатора Васильчикова, у цій місцевості було дозволено оселятися євреям. Землі навколо Введенської церкви щороку навесні заливали води Дніпра, зокрема, у 1844 або 1845 році біля церкви був зафіксований рівень води у 1,5 аршини (близько 1,07 м). Парафіяни ще з початку XIX ст. зверталися із проханням перенести храм далі вглиб Подолу, проте міська влада відмовила.

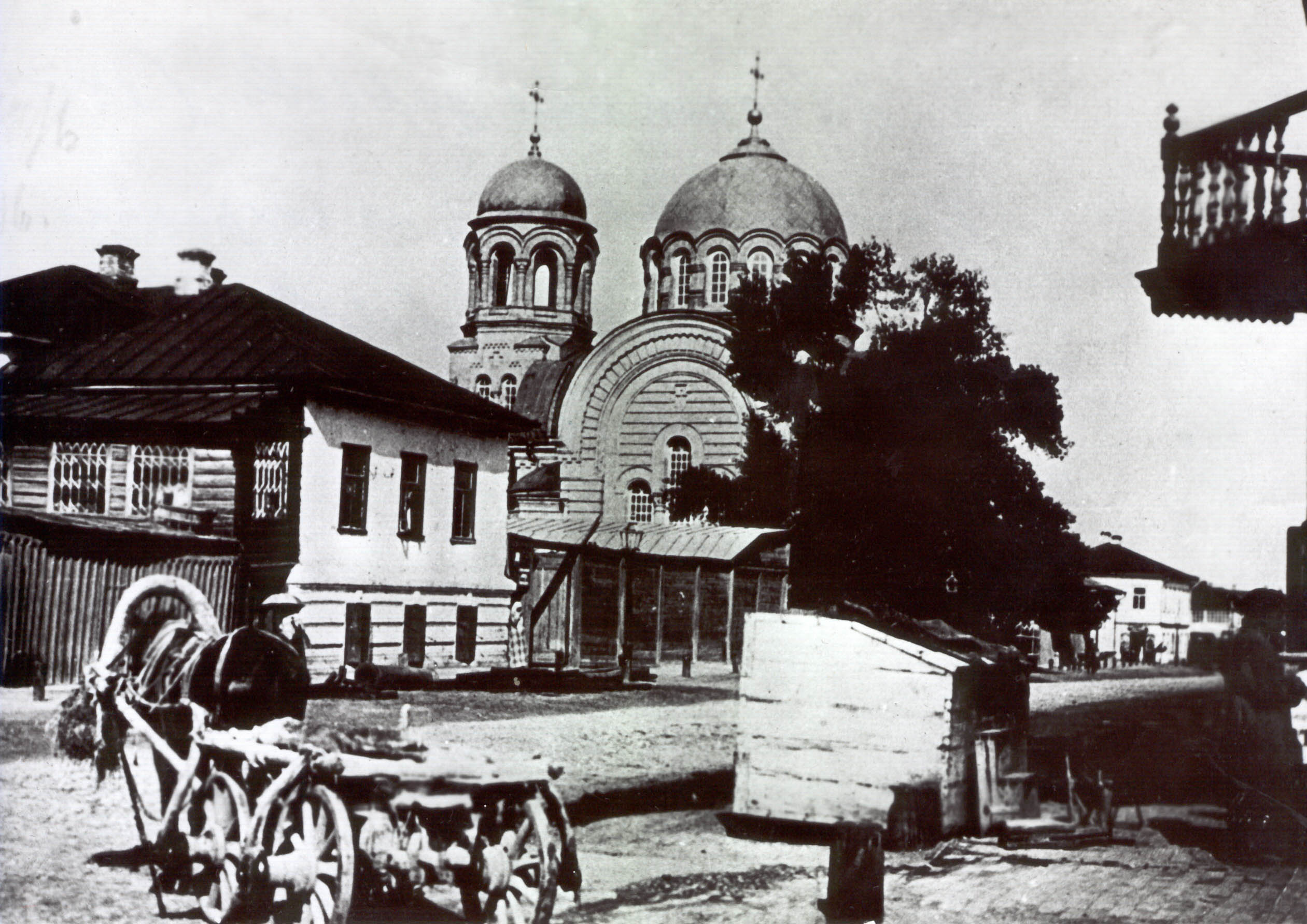
Введенська церква на початку XX століття

До останньої третини XIX століття дерев'яна Введенська церква занепала, тому в листопаді 1879 року на зборах парафії, ініційованих місцевим священником Адріаном Гуковичем, ухвалили рішення про будівництво нової церкви, а також виділення для цього коштів від парафії на суму 5000 рублів. Цієї суми вочевидь було замало, тому в лютому 1880 року священик Адріан, диякон Яків Казанський, церковний староста Іван Іващенко та ще шість виборних від парафіян подали прохання до генерал-губернатора про фінансову допомогу на будівництво церкви, втім, безрезультатно. Тим часом, архітектор Володимир Ніколаєв розробив проєкт нової церкви, який затвердили 1882 року. У червні 1883 року урочисто заклали наріжний камінь нового храму; за свідченням газети «Кіевлянинъ» на місці закладки фундаментів розкопали багато людських кісток. Незважаючи на урочисте закладення церкви, наявних коштів для успішного початку будівництва вочевидь не вистачало: у церковній касі було лише 6 221 руб. 94 коп. Допомога надійшла від київського мецената Федора Терещенка, який, хоча і мешкав в абсолютно іншій частині Києва, пожертвував на громаді Введенської церкви 5 тис. рублів. До благодійної ініціативи Федора Терещенка долучилися й інші київські меценати — Михайло Дегтерьов, Семен Могилевцев та Микола Хряков. Будівництво церкви тривало 2 роки, загальний кошторис склав 23 940 руб. 97 коп. На фінальному етапі не вистачило коштів на внутрішнє опорядження церкви, тому через пресу парафія звернулася по допомогу до киян, які пожертвували необхідну суму. Урочисте освячення нової церкви відбулося 28 жовтня 1885 року.
Нова церква була однобанною, із невеликою дзвіницею над бабинцем, оздобленою у візантійському стилі, з притаманною цьому стилю шоломоподібною банею на масивному барабані. У 1889 році Введенській церкві передали з реставрованої Кирилівської церкви старовинний іконостас. У 1887 році при церкві, на розі вулиць, звели будинок священника, у 1900 році — двоповерхову дерев'яну будівлю парафіяльної школи для учнів обох статей. Стару дерев'яну Введенську церкву розібрали лише наприкінці 1886 року. Цікаво, що численні путівники та описи Києва кінця XIX — початку XX століття жодним словом не згадували нову будівлю церкву, зведену Ніколаєвим, а писали лише про історичну дерев'яну церкву. Києвознавець Михайло Кальницький пояснює це віддаленим розташуванням Введенської церкви щодо Подолу та історичного центру міста.
Територія парафії Введенської церкви охоплювала (станом на 1891 рік) вулиці Нижній Вал, Ярославську, Щекавицьку, Волоську, Туровську, Набережно-Лугову, Юрківську, Оболонську, Введенську та Введенський провулок. Чисельність парафії станом на 1917 рік становила 651 особу (317 чоловіків і 334 жінки) та складалася з 79 господарств, посаду церковного старости обіймав купець Андрій Орленко, який мешкав на Туровській вулиці.
За радянських часів церква перебувала у користуванні традиційної «старослов'янської» громади. 17 листопада 1935 року міська влада ухвалила рішення про знищення церкви задля спорудження на її місці школи. Наступного, 1936 року церкву розібрали, втім, на її місці збудували не школу, а дитячий садок, розібраний через аварійний стан у 1999 році. Разом із церквою знищили й інші будівлі комплексу — будинки причту та парафіяльної школи.

## Відродження храму

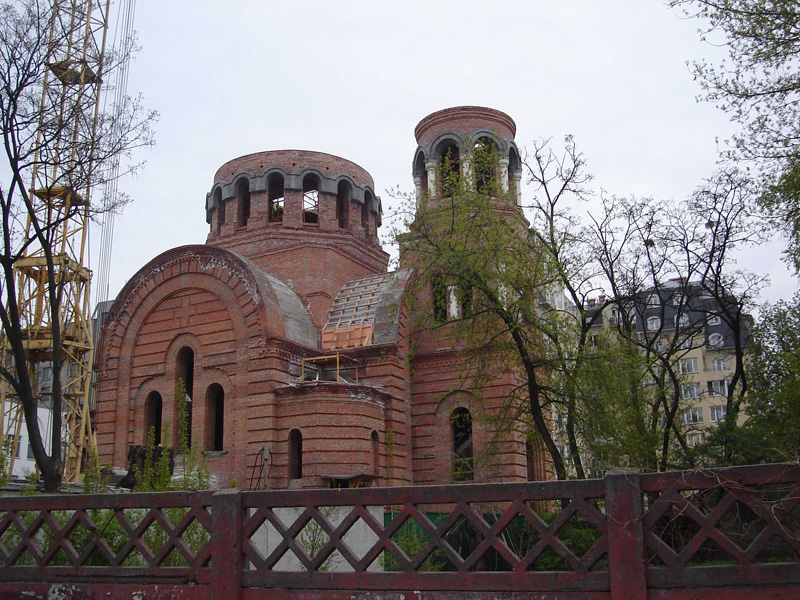
Будівництво церкви у 1998 році

У 1996 році була створена нова церковна парафія святого Олександра Невського Української православної церкви Московського патріархату, яка вирішила відновлювати втрачений Введенський храм. 26 вересня 1999 року у тимчасовому приміщенні (вагончику) на території колишнього храмового комплексу відбулася перша літургія. 13 березня 2005 року настоятелем парафії був призначений протоієрей Петро Мороз, а через рік, 14 березня 2006 року митрополит Володимир освятив наріжний камінь нової церкви Введення Богородиці і заклав пам'ятну капсулу. Церкву відтворювали в її історичному вигляді на основі архівних зображень, проєкт склав Інститут «УкрНДІпроектреставрація». Нижній храм нової церкви присвячений святому Олександру Невському, у вересні 2009 року в ньому провели першу службу.
Святинями нової Введенської церкви є ікони з частками мощів великомученика Пантелеймона і Оптинських старців, а також ікона Божої Матері Казанська. При церкві діє недільна школа.
Ввечері 22 квітня 2011 року сталася пожежа на території будівництва храму. Церква не постраждала, але вогонь пошкодив дерев'яну прибудову. Станом на літо 2018 року церкву ззовні повністю відбудовано, продовжується її оздоблення.

### Настоятелі
- станом на 1718 рік — Онуфрій Хенценський[9]
- 1879—1913 — Адріан Гукович[21]
- липень 1914 — ? — Яків Молчановський[31]
- станом на 2001 рік — ігумен Ахіла (Шахтарін)[26]
- з 2005 року — протоієрей Петро Мороз[28]